# Josef Rosengren
Josef Henrik Teofil Rosengren, född 20 mars 1863 i Urshults församling, Kronobergs län, död 6 december 1949, var en svensk präst. Han var far till oboisten Bengt Rosengren.
Rosengren blev student vid Lunds universitet 1881, filosofie kandidat 1884, filosofie licentiat 1890, filosofie doktor 1901 och teologie kandidat 1906. Han blev adjunkt vid högre allmänna läroverket i Växjö 1891, lektor i kristendomskunskap vid högre allmänna läroverket i Kristianstad 1908, kyrkoherde i Villie och Örsjö församlingar 1910 och var kontraktsprost i Ljunits och Herrestads kontrakt 1916–1938. Han var ledamot av kyrkomötena 1903, 1908 och 1909 samt redaktör av "Växjöbladet" 1894–1905 (tidningens ägare 1893–1909). Rosengren är begravd på Villie kyrkogård.